# Klenovské vrchy
Klenovské vrchy jsou geomorfologický podcelek Stolických vrchů. Nejvyšší vrchol podcelku je Ostrá (1011 m n. m.), střední částí prochází geomorfologická část Kokavská brázda.

## Polohopis
Podcelek zabírá centrální část Stolických vrchů, od zbytku pohoří oddělenou údolími řek Rimava (na východě) a Rimavica (na západě). Severním sousedem je Spišsko-gemerský kras s podcelkem Muráňská planina a Balocké vrchy (podcelek Veporských vrchů), západním směrem pokračují Stolické vrchy podcelku Málinské vrchy. Jižně navazuje Revúcka vrchovina s podcelky Cinobanské predhorie a Železnícke predhorie a východním směrem pokračuje pohoří podcelkem Tŕstie. 